# Тандзут
Тандзут (арм. Տանձուտ) — село в Армавирской области Армении.

## География
Село расположено в южной части марза, при автодороге , к северу от реки Аракс, на расстоянии 11 километров к юго-востоку от города Армавир, административного центра области. Абсолютная высота — 855 метров над уровнем моря.
Климат
Климат характеризуется как семиаридный (BSk в классификации климатов Кёппена). Среднегодовая температура воздуха составляет 12,1 °C. Средняя температура самого холодного месяца (января) составляет −3 °С, самого жаркого месяца (июля) — 25,4 °С. Расчётная многолетняя норма атмосферных осадков — 290 мм. Наибольшее количество осадков выпадает в мае (50 мм).

## История
Прежнее название села — Армутлу (азерб. Армудлу). По словам азербайджанского лингвиста Кара Машадиева, этот азербайджанский топоним происходит от слова армуд — «груша» и окончания -лу и означает место, где обильно растёт определённое количество фруктов, фруктовых деревьев.
4 апреля 1946 года село Армутлу Октемберянского района Армянской ССР было переименовано в Тандзут.

## Население
Иван Шопен отмечал, что согласно сведениям из "Камерального описания", составленного в 1829-1831 годах, в селе Армутли Сардарь-абадского магала Эриванской провинции проживало 211 человек, из которых 139 - армяне, проживавшие в селе до 1828 года (в источнике называются "коренными армянами", чтобы отличать от армян, переселившихся в 1928-1931 годах в Армянскую область из Персии и Турции) и 72 - мусульмане ("мюгаммедане").
По данным «Сборника сведений о Кавказе» за 1880 год в селе Армутлу Эчмиадзинского уезда было 72 двора, в 49 из них проживало 318 армян григорианского вероисповедания (164 мужского пола и 154 женского), в остальных 23 дворах проживало 178 азербайджанцев шиитского вероисповедания (99 мужского пола и 79 женского). Также в селе была расположена церковь.
По данным Кавказского календаря на 1912 год, в селе Армутлу Армянский Эчмиадзинского уезда проживало 347 человек, а в селе Армутлу Татарский (под "татарами" подразумеваются азербайджанцы) проживало 260 человек.
| Год переписи | Население          | Население          | Население          | Население            | Население            | Население            |
| Год переписи | Наличное население | Наличное население | Наличное население | Постоянное население | Постоянное население | Постоянное население |
| Год переписи | Всего              | Мужчины            | Женщины            | Всего                | Мужчины              | Женщины              |
| ------------ | ------------------ | ------------------ | ------------------ | -------------------- | -------------------- | -------------------- |
| 2001         | 1829               | 880                | 949                | 1914                 | 933                  | 981                  |
| 2011         | 1709               | 843                | 866                | 1735                 | 859                  | 876                  |

| Год  | Численность | Численность |
| ---- | ----------- | ----------- |
| 1831 | 211         | [ 14 ]      |
| 1873 | 496         | [ 15 ]      |
| 1897 | 496         | [ 14 ]      |
| 1926 | 769         | [ 14 ]      |
| 1939 | 605         | [ 14 ]      |
| 1959 | 596         | [ 14 ]      |
| 1970 | 660         | [ 14 ]      |
| 1979 | 561         | [ 14 ]      |
| 1989 | 1131        | [ 14 ]      |
| 2001 | 1389        | [ 14 ]      |
| 2004 | 1679        | [ 14 ]      |
| 2011 | 1735        | [ 16 ]      |
| 2017 | 1996        |             |
| 2018 | 2003        |             |
| 2019 | 2016        |             |